# Georg Seidel

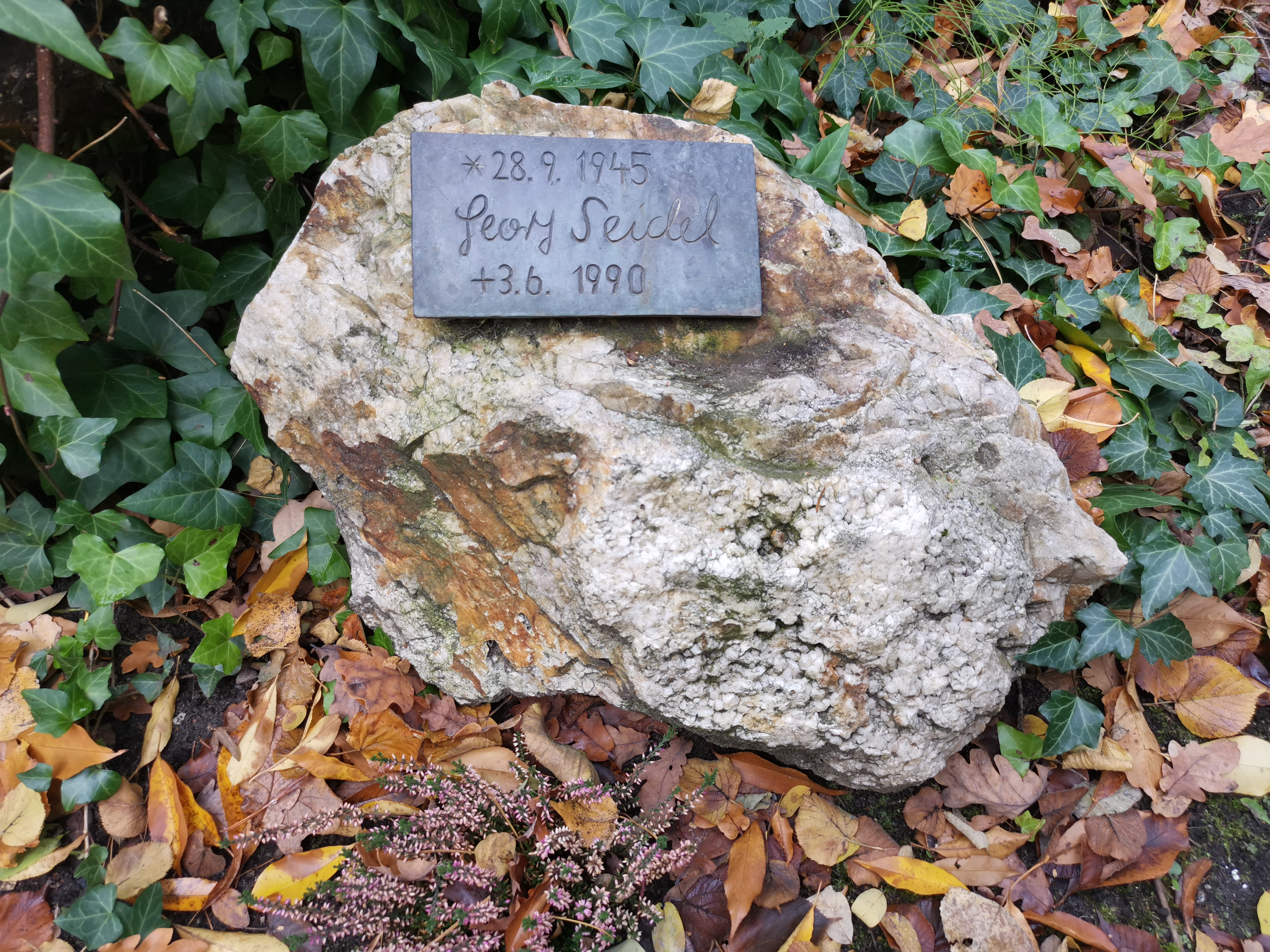
Grab auf dem Friedhof Pankow III, Feld 32 Nr. 51

Georg Seidel (* 28. September 1945 in Dessau; † 3. Juni 1990 in Berlin) war ein deutscher Dramatiker.

## Leben
Georg Seidel absolvierte eine Ausbildung als Werkzeugmacher, machte das Abitur und anschließend ein einjähriges Katechetenjahr. 1967 war er zunächst Bühnenarbeiter am Dessauer Theater und begann dann an der Ingenieurschule Karl-Marx-Stadt (heute: Technische Universität Chemnitz) ein Maschinenbaustudium. Wegen seiner Verweigerung des Wehrdienstes mit der Waffe wurde er exmatrikuliert. Dies führte auch dazu, dass später eine bereits zugesagte Immatrikulation beim Deutschen Literaturinstitut Leipzig wieder zurückgezogen wurde. 1969/70 musste er als Bausoldat Dienst leisten und war anschließend erneut als Bühnenarbeiter in Dessau tätig. Ab 1973 war er in Berlin bei der DEFA und ab 1975 am Deutschen Theater Berlin als Beleuchter und dort von 1982 bis 1987 als dramaturgischer Mitarbeiter beschäftigt. Seit 1987 war er als freier Schriftsteller tätig. Georg Seidel „gilt […] als der neben Heiner Müller und Volker Braun wichtigste Dramatiker der Endphase der DDR“. Er starb im Alter von 44 Jahren an Krebs.

## Über das dramatische Werk
Ein wichtiges Werk Seidels ist das mit dem „Mülheimer Dramatikerpreis“ ausgezeichnete und 1991 postum uraufgeführte Stück Villa Jugend, in dem der Autor mit einer deutschen Familiengeschichte ein komplexes Abbild der damaligen politischen Umbruchsituation zeichnet. Das Lehrerehepaar Neitzel, dessen Villa einst Mittelpunkt des kulturellen Lebens eines kleinen Ortes war, will, um dem Gerede zu entgehen, in eine größere Stadt ziehen. Beim Abschiedsfest mit Freunden zeigt sich die ganze Brüchigkeit der Kleinstadtidylle. Das neue Leben in einer öden Neubauwohnung nahe einem Industriegebiet bringt aber keine Änderungen und endet in einer Katastrophe. „In Villa Jugend herrscht Endzeitstimmung. Einst bezogen mit hoffnungsvollen sozialistischen Menschheits-Utopien, ist die Villa längst zum kalten Mausoleum geworden. Seidels Szenen, die zum größten Teil noch vor der „Wende“ entstanden und an Tschechows Kirschgarten erinnern, sind ein Abgesang.“ Stefan Reinecke charakterisierte das Drama als „Endspiel eines Staates, mikroskopiert in prototypischen Familienszenen, das letzte Stück aus der DDR“. Seidel hinterließ den Text als Fragment, das nach seinem Tod durch Textstellen, die man auf seinem Computer entdeckte, ergänzt wurde. Das Stück gilt als die „vielleicht letzte authentische Bestandsaufnahme des real existierenden Sozialismus der DDR“.
Seidel zeigte in seinen Stücken den Alltag der untergehenden DDR: die Zerstörung der Menschen durch den Staat, die dadurch hervorgerufenen zwischenmenschlichen Entfremdungen und sozialen Probleme sowie die Perspektivlosigkeit der Jugend. Er stellte das nicht durch laute Empörung dar, sondern als „sanfter Anarchist“ durch Verknappung und Zuspitzung. Gegen das Stück Jochen Schanotta (1985) startete Margot Honeckers Ministerium für Volksbildung eine Kampagne, denn der aus der Norm brechende junge Protagonist entsprach überhaupt nicht dem sozialistischen Leitbild. Auch sein am häufigsten gespieltes Stück Carmen Kittel (ursprünglich: Das langsame Kind) mit einer ebenfalls jungen Hauptfigur wurde kritisiert, da es die Lebens- und Arbeitsbedingungen in der DDR falsch und schädlich darstelle.

## Auszeichnungen
- 1988: Preis der Frankfurter Autorenstiftung
- 1989: Förderpreis der Deutschen Schillerstiftung für neue Dramatik
- 1990: Literaturpreis des Kulturkreises im BDI (posthum)
- 1991: Mülheimer Dramatikerpreis (postum für Villa Jugend)

## Werke

### Textveröffentlichungen
- In seiner Freizeit las der Angeklagte Märchen. Prosa. Hrsg. Elisabeth Seidel und Irina Liebmann. Kiepenheuer & Witsch, Köln 1992, ISBN 3-462-02177-X.
- Villa Jugend. Das dramatische Werk in einem Band. Hrsg. von Andreas Leusink. Nachwort von Martin Linzer. henschel SCHAUSPIEL Theaterverlag Berlin/Verlag der Autoren, Frankfurt/M. 1992. ISBN 978-3-88661-139-3.
- Friedensfeier. Theaterstück. In: Theater der Zeit. 1992. H. 3. ISSN 0040-5418.
- Carmen Kittelovaá. Dilia, Praha 1991, ISBN 80-203-0201-8.
- Jochen Schanotta. Lita, Bratislava 1989.
- Königskinder. Lustspiel. Henschelverlag Kunst und Gesellschaft, Berlin 1988.
- Carmen Kittel. Henschelverlag Kunst und Gesellschaft, Berlin 1988 (zuletzt: Verlag der Autoren, Frankfurt (Main) 1989, ISBN 3-88661-099-3).
- Chlorophyll. Drama in fünf Akten. In: Minidramen. Verlag der Autoren, Frankfurt/M. 1987.
- Jochen Schanotta. Henschelverlag Kunst und Gesellschaft, Berlin 1985.
- Kondensmilchpanorama. Henschelverlag Kunst und Gesellschaft, Berlin 1980.

### Theater- und Hörspiel-Aufführungen
- Kondensmilchpanorama. UA 1980. Mecklenburgisches Staatstheater Schwerin
- Jochen Schanotta. UA 1985. Berliner Ensemble
- Das langsame Kind. UA 1987. Mecklenburgisches Staatstheater Schwerin, Regie: Christine Harbort
- Leiden Christi in Preußen. Hörspiel 1987. Radio DDR II
- Erstaufführung der Neufassung (Carmen Kittel). Berliner Ensemble 1989 (weitere zum Beispiel im Düsseldorfer Schauspielhaus 1990 mit Anne Weber als Carmen)
- Königskinder. UA 1988. Theater der Stadt Schwedt
- Villa Jugend. UA 1991. Berliner Ensemble (weitere Inszenierungen beispielsweise unter Lutz Graf)
- Friedensfeier. UA 1992. Vereinigte Bühnen Graz
- Zettels Traum. UA 1993. Staatstheater Cottbus

## Sekundärliteratur
- Kristin Schulz (Hrsg.), Georg Seidel: Klartext: Bühne oder Feuer. Szenen, Gedichte, Prosa und Skizzen aus dem Nachlass. Quintus-Verlag 2020, ISBN 978-3-947215-92-8.[6]
- Frank Busch: Im sozialen Stahlnetz. Carmen Kittel. In: Süddeutsche Zeitung vom 2. Februar 1990
- Robin Detje: Das Herz, das sein Gehirn war. Ein Band mit nachgelassener Prosa des Georg Seidel aus Dessau. In: Die Zeit vom 10. April 1992
- Kerstin Hensel: Komödie Schlachtfeld. In: Freitag vom 8. Mai 1992
- Irina Liebmann: Lieber Georg…. Laudatio zum Mülheimer Dramatikerpreis. In: Die Deutsche Bühne. 1991. H. 9. ISSN 0011-975X sowie in: Theater heute. Jahrbuch 1991
- Martin Linzer: Sie sind unter uns. Villa Jugend. In: Theater der Zeit. 1991. H. 3. ISSN 0040-5418
- Wolfgang Seibel: Georg Seibel. In: Kritisches Lexikon zur deutschsprachigen Gegenwartsliteratur KLG. ISBN 978-3-88377-927-0
- Horst Wenderoth: Gewichtig, aber schwer verdaulich. In: Neue Zürcher Zeitung vom 27./28. Mai 1989
- Jürgen Serke: Zuhause im Exil. Dichter, die eigenmächtig blieben in der DDR. München u. a.: Piper 1998, S. 309 ff.